# Agoul
L'Agoul (en russe : Агул) est une rivière de Russie qui coule dans le sud du krai de Krasnoïarsk en Sibérie. C'est un affluent du Kan en rive droite, donc un sous-affluent de l'Ienisseï .

## Géographie
L'Agoul prend sa source dans la partie méridionale de l'oblast d'Irkoutsk, en Tofalarie, en tant qu'émissaire d'une série de lacs de montagne, dans les monts Agoulsky Belki, au sein des monts Saïan orientaux, environ 40 km au nord du plus haut sommet du krai de Krasnoïarsk, le mont Grandiozny, haut de 2 922 mètres.
Dans son cours supérieur, la rivière est un cours d'eau de montagne né de l'union de deux torrents : le Bolchoï Agoul ou Grand Agoul (constituant de gauche) naît du côté nord du lac Agoulskoïe. Le Maly Agoul ou Petit Agoul (constituant de droite) est un torrent assez violent avec de nombreux rapides. Une fois réunis sous le nom d'Agoul, la rivière coule globalement en direction du nord-nord-ouest, tout au long d'un parcours comportant de nombreux méandres.
L'Agoul est généralement pris dans les glaces depuis le mois de novembre, jusqu'à la seconde quinzaine du mois d'avril.

## Affluents
Moins de 20 kilomètres avant son confluent avec le Kan, l'Agoul reçoit en rive gauche les eaux de son affluent principal, le Koungous. Celui-ci lui apporte quelque 38 m3 d'eau par seconde.

## Hydrométrie - Les débits mensuels à Petropavlovka
Le débit de l'Agoul a été observé durant une période de 42 ans (au cours des années 1955-1999), à Petropavlovka, localité située à 10 kilomètres en amont de sa confluence avec le Kan.
L'Agoul est une rivière abondante. Le module de la rivière à Petropavlovka est de 136 m3/s pour une surface prise en compte de 11 500 km2, ce qui correspond à la quasi-totalité du bassin versant de la rivière qui en compte 11 600. La lame d'eau écoulée dans ce bassin se monte ainsi à 373 millimètres annuellement, ce qui peut être considéré comme assez élevé, du moins dans le bassin de l'Ienisseï.
L'Agoul présente des fluctuations saisonnières importantes. Les crues débutent brusquement fin avril et présentent leur sommet en mai et juin. À partir du mois de juin, le débit diminue progressivement jusqu'à la fin de l'automne (octobre). En novembre, survient l'hiver sibérien, ses neiges et ses gelées ; la rivière présente alors son étiage d'hiver, période allant de novembre à début avril.
Le débit moyen mensuel observé en mars (minimum annuel d'étiage) atteint 16,14 m3/s, soit un peu plus de 4 % du débit moyen du mois de mai (394 m3/s). L'amplitude des variations saisonnières peut être qualifiée de normale, du moins dans le contexte des cours d'eau sibériens. Sur la période d'observation de 42 ans, le débit mensuel minimal a été de 6,71 m3/s en février 1964, tandis que le débit mensuel maximal s'est élevé à 793 m3/s en mai 1966. Quant à la période libre de glaces (de mai à septembre), le débit mensuel minimal observé se montait à 57,0 m3/s en septembre 1989, ce qui est fort appréciable.